# Pimelea ferruginea
Pimelea ferruginea är en tibastväxtart som beskrevs av Jacques-Julien Houtou de La Billardière. Pimelea ferruginea ingår i släktet Pimelea och familjen tibastväxter. Inga underarter finns listade i Catalogue of Life.

## Bildgalleri

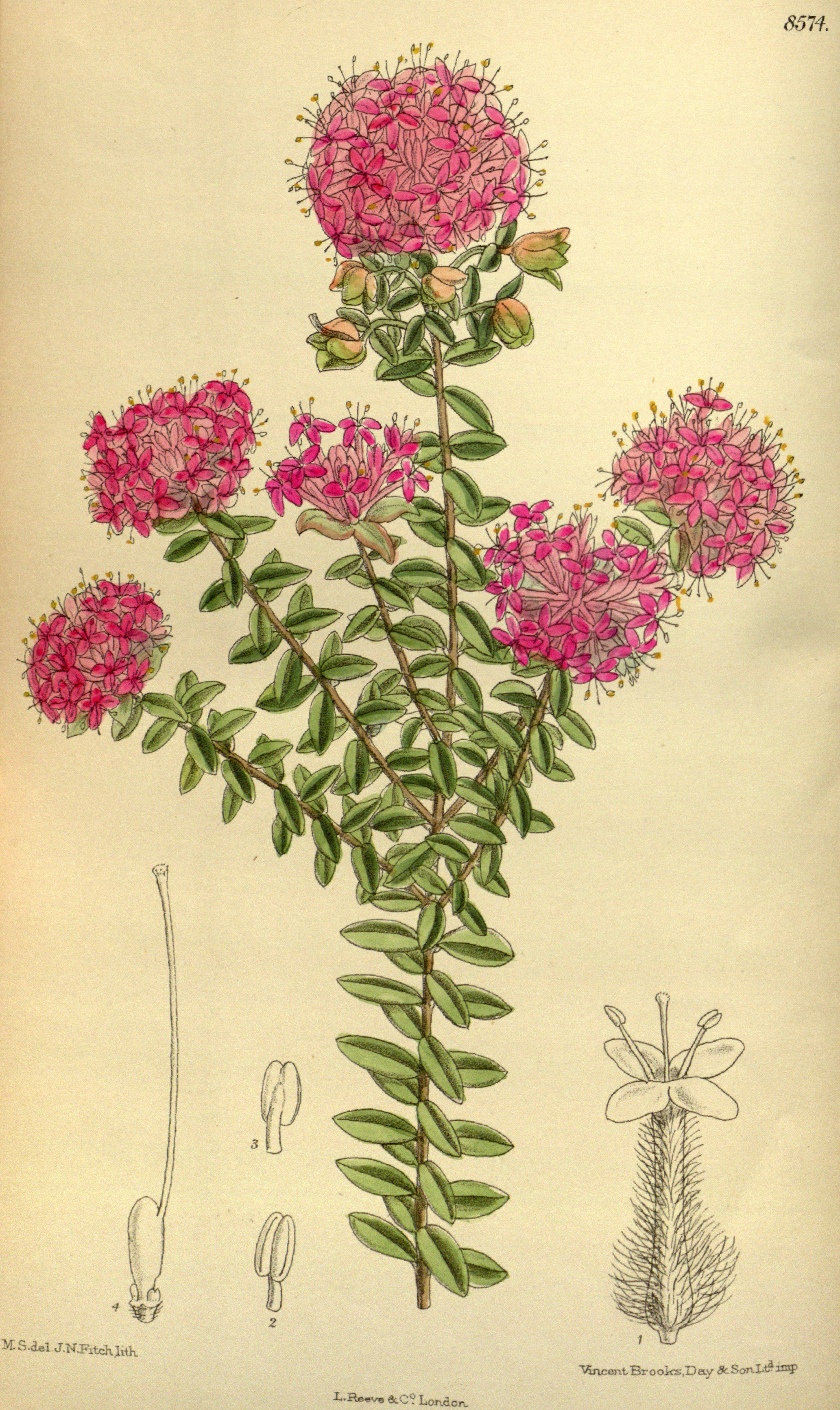